# Come Sunday (The Cats)
Come Sunday is een single van The Cats die werd uitgebracht in 1974. Het nummer verscheen verder op de lp Hard to be friends. Dat album is opgenomen in Los Angeles; er is een gerede kans dat een jonge Jeff Porcaro meespeelt op Come Sunday.
Come Sunday werd geschreven door Lane Caudell en Harry Lloyd. Op de B-kant staat Rock 'n' roll (I gave you the best years of my life) uit 1973. Dit nummer verscheen ook al eerder op de B-kant van de single Come on girl, dat geschreven werd door Piet Veerman in 1972.

## Hitnotering
De single werd door Veronica uitgeroepen tot Alarmschijf en stond acht weken in de Top 40, waarin het nummer 6 als hoogste positie bereikte. In de Nationale Hitparade kwam het op de vijfde plaats terecht.

### Nederlandse Top 40
| Positie: | 19 | 9 | 7 | 6 | 8 | 20 | 29 | 40 | uit |

### NederlandseNationale Hitparade
| Positie: | 15 | 8 | 5 | 13 | 19 | 15 | 27 | uit |

### BelgischeBRT Top 30
| Positie: | 23 | 21 | 28 | - | 25 | 23 | uit |

### VlaamseUltratop 30
| Positie: | 30 | 26 | uit |